# Enaria perrieri
Enaria perrieri är en skalbaggsart som beskrevs av Dewailly 1950. Enaria perrieri ingår i släktet Enaria och familjen Melolonthidae. Inga underarter finns listade i Catalogue of Life.